# تامارا داویدنکو
تامارا داویدنکو (بلاروسی: Тамара Давыдзенка؛ زادهٔ ۸ ژوئن ۱۹۷۵) قایقران روئینگ اهل بلاروس است.